# The Boogeyman (wrestler)
Martin Wright (ur. 15 lipca 1964 w Phoenix, Arizona) – amerykański wrestler, aktor oraz instruktor aerobiku, bardziej znany z odgrywania paranormalnej postaci – The Boogeymana w federacji wrestlingu WWE.

## Kariera

### Początki kariery wrestlerskiej – Tough Enough i Ohio Valley Wrestling (2004–2005)
Karierę wrestlera rozpoczął do czwartego sezonu reality show o nazwie Tough Enough gdzie znalazł się wśród ósemki finalistów tego programu. Po pierwszym dniu eliminacji przyznał się w programie, że ma 40 lat – a nie 30 jak podawał wcześniej, przez co w następstwie został zdyskwalifikowany. Następnie został zaproszony do federacji Ohio Valley Wrestling (OVW) na sesję treningową trwającą od stycznia do czerwca 2005. W OVW zadebiutował w dniu 25 czerwca 2005 a następnie ogłosił, że jest „Boogeymanem”. Gimmick Boogeymana dalej wyewoluował w postać protagonisty „potwora”, który pojawiał się gdy ktoś wypowiedział jego imię.

### SmackDown! i ECW (2005–2009)
W lipcu 2005 WWE zaczęło wypuszczać winiety podczas odcinków Raw utrzymane w konwencji horroru, które promowały debiut Boogeymana. Po kilku tygodniach winiety przeniesiono na tygodniową galę SmackDown, jednakże planowany debiut Boogeymana przełożono z powodu kontuzji Wrighta (obrzęk kolan). W dniu 14 października 2005 Boogeyman zadebiutował na SmackDown. Pojawił się jako paranormalna istota z amerykańskiego folkloru – Boogeyman (odpowiednik demona Bobo), którego przedstawiano jako zamieszkującego tzw. „bezdenną czeluść” (ang. The Bottomless Pit). Występując, Boogeyman zawsze posiadał wymalowaną farbami twarz w kolorach czerwonym i czarnym, oprócz tego recytował zmodyfikowany nieco cytat Freddy’ego Kruegera (One, two, Freddy's coming for you) z filmu Koszmar z ulicy Wiązów po czym następnie rozbijał zegar o swoje czoło. Przez następne tygodnie pojawiał się w różnych segmentach i na zapleczach SmackDown cytując rymowanki, trzymając w ręce rekwizyt w postaci zegara i za każdym razem kończąc swój występ cytatem: „I’m The Boogeyman and I’m comin’ to get’cha!” maniakalnie się przy tym śmiejąc. W ringu zadebiutował 2 grudnia 2005 w walce przeciwko Simonowi Deanowi – podczas tej walki Boogeyman użył kolejnego rekwizytu jakim były żywe dżdżownice, które wyciągnął z kieszeni swoich spodni, a następnie wsadził je ręką do swoich ust manifestując w ten sposób swój gimmick potwora. W kolejnych tygodniach Boogeyman pokonując swoich rywali pozostawiał ich w ringu leżących na macie wraz z dżdżownicami w ustach lub też sam napychał swoje usta dżdżownicami.
Prowadził feudy z Johnem Bradshawem Layfieldem oraz Bookerem T, wobec których uprawiał stalking strasząc obu zawodników. Na gali WrestleMania 22 pokonał Bookera T wraz z towarzyszącą mu Sharmell w handicap matchu, jeszcze w trakcie walki całując Sharmell z dżdżownicami w ustach. Pod koniec września 2006 WWE ogłosiło zwolnienie Wrighta z występów, jednakże nieco ponad miesiąc później powrócił na SmackDown atakując The Miza i Kristal Marshall.
W styczniu 2007 rozpoczął feud z Finlayem wpierw interweniując w walce Finlaya z Chrisem Benoit a następnie uprowadzając Hornswoggle’a. W połowie lutego 2007 pojawił się z karłowatą postacią odpowiadającą jego gimmickowi – Little Boogeymanem, którego odegrał aktor i komik Chris Hollyfield. Feud pomiędzy Finlayem i Boogeymanem zakończył się na gali No Way Out (2007), kiedy to obaj zmierzyli się w walce tag teamowej (Boogeyman i Little Boogeyman vs. Finalay i Hornswoggle) wygranej na rzecz Finlaya i Hornswoogle’a.
W dniu 11 czerwca 2008 na Raw odbył się Draft, po którym Boogeyman został przeniesiony do Extreme Championship Wrestling (ECW). W ECW prowadził rywalizację z Mattem Strikerem i jego ochroniarzem Big Daddym V, który zakończył się we wrześniu 2008 przegraną Boogeymana na rzecz Big Daddy’ego V. W tym samym czasie uległ kontuzji (naciągnięty mięsień łydki) i przez kolejne tygodnie nie występował na tygodniowych galach ECW. Do telewizji powrócił 13 października na ECW w segmencie z gwiazdami reality show Jackass – Johnnym Knoxville’em, Chrisem Pontiusem i Big Dick Johnsonem. Pod koniec listopada 2008 rozpoczął krótki feud z Johnem Morrisonem i The Mizem. Na początku marca 2009 został zwolniony z WWE.

### Federacje niezależne i powrót do WWE (od 2009)
Po opuszczeniu WWE zaliczał występy w Pro Wrestling Alliance i Millennium Wrestling Federation. W grudniu 2012 powrócił do WWE podczas specjalnego odcinka Raw związanego ze Slammy Awards, później pojawiał się na kanale YouTube federacji WWE – w listopadzie 2013 i październiku 2014 w związku ze specjalnymi segmentami Halloween.
Pod koniec stycznia 2015 pojawił się podczas gali Royal Rumble wchodząc jako numer 7 w Royal Rumble matchu jednak został szybko wyeliminowany przez Braya Wyatta. W listopadzie 2015 WWE ogłosiło podpisanie z nim kontraktu legend stanowiącego długoterminową umowę na sporadyczne występy. Pojawił się również podczas specjalnych odcinków Raw: WWE Raw 25 Years (22 stycznia 2018), Raw Reunion (22 lipca 2019) oraz Raw Legends Night (4 stycznia 2021).

### Tytuły i osiągnięcia
- Alabama Wrestling Federation
  - AWF Tag Team Championship (1 raz) – z Bobbym Lashleyem
- Pro Wrestling Illustrated
  - Rookie of the Year (2006)
  - Sklasyfikowany na 114. miejscu wśród 500 wrestlerów w rankingu PWI 500 w 2007 roku.
  - Sklasyfikowany na 359. miejscu wśród 500 wrestlerów w rankingu PWI 500 w 2009 roku.
- Inne
  - 9. miejsce w zestawieniu najlepszych 10 zawodników rankingu „Wrestler Roku WWE/ECW” (WWE-ECW-Wrestler des Jahres) wg portalu CageMatch za rok 2008[12].
  - 8. miejsce w zestawieniu najlepszych gimmicków rankingu „Gimmick Roku WWE” (WWE-Gimmick des Jahres) wg portalu CageMatch za rok 2006.

### Życie osobiste i inne media
Jest żonaty. Pracował jako trener aerobiku w Denver, a także jest właścicielem ośrodka sportu i rekreacji w Boulder w stanie Kolorado.  W styczniu 2013 pojawił się w krótkich reklamach promujących centrum fitness Bobby’ego Lashleya o nazwie American Top Team Altitude mające siedzibę w mieście Aurora w stanie Kolorado.
Jego postać pojawiła się w grach komputerowych WWE SmackDown vs. Raw 2007, WWE SmackDown vs. Raw 2009 i WWE 2K Battlegrounds. Oprócz wrestlingu zagrał role cameo w takich filmach jak: Męska gra (1999) gdzie wcielił się w postać Beastmana; w Transporter 2 (2005) gdzie wystąpił jako dowódca SWAT oraz w filmie Sezon rezerwowych (2000) jako Butler. Posiada profile na Twitterze i Instagramie, na których publikuje zdjęcia i filmy na temat treningów siłowych oraz powrotu do kondycji fizycznej.